# It's Your Duty
It's Your Duty è il singolo di debutto della cantante pop norvegese Lene Nystrøm, pubblicato l'8 settembre 2003 dall'etichetta discografica Polydor.
La canzone, scritta da Lucas, Lene Nystrøm e Karen Poole e prodotta dallo stesso Lucas, ha accompagnato la pubblicazione dell'album di debutto della ex componente degli Aqua, Play with Me. Il brano, di genere dance pop, ha riscosso un discreto successo in tutta Europa.

## Tracce
UK CD
1. It's Your Duty (Album Version) - 3:06
2. It's Your Duty (Mark Picchiotti Remix) - 7:30

UK CD Promo
1. It's Your Duty - 3:06

UK 12" Vinyl Promo
Side A
1. It's Your Duty (Mark Picchiotti Remix) - 7:30

Side B
1. It's Your Duty (Bimbo Jones Dub) - 6:19

EUR CD
1. It's Your Duty (Album Version) - 3:06
2. Queen for a Day - 3:26
3. It's Your Duty (Mark Picchiotti Remix) - 7:30
4. It's Your Duty (Video) - 3:06

EUR CD Promo
1. It's Your Duty (Bimbo Jones Vocal Mix) - 6:19
2. It's Your Duty (Mark Picchiotti Remix) - 7:30
3. It's Your Duty (Album Version) - 3:06

EUR CD Promo
1. It's Your Duty - 3:06

JAP CD Promo
1. It's Your Duty - 3:06

JAP CD
1. It's Your Duty (Album Version) - 3:06
2. Queen for a Day - 3:26
3. It's Your Duty (Mark Picchiotti Remix) - 7:30
4. It's Your Duty (Video) - 3:06

## Classifiche
| Classifica | Posizione raggiunta |
| ---------- | ------------------- |
| Danimarca  | 3                   |
| Norvegia   | 9                   |
| Italia     | 19                  |
| Svezia     | 58                  |